# Renée Soutendijk
Renette Pauline Soutendijk est une actrice néerlandaise, née le 21 mai 1957 à La Haye.

## Biographie
Dans les années 1980, elle fut une actrice fétiche de Paul Verhoeven notamment dans Spetters et Le Quatrième Homme dans lesquels elle incarne des femmes fortes jouant de leur pouvoir de séduction.
Sa fille Caro Lenssen est également actrice.

## Filmographie
1978
- Pastorale 1943
- Deadly Sin

1979
- Une femme comme Eva

1980
- Spetters

1981
- The Girl with the Red Hair
- The Forbidden Bacchanal

1982
- Hedwig: The Quiet Lakes

1983
- Le Quatrième Homme
- An Bloem

1984
- Out of Order

1985
- De ijssalon de Dimitri Frenkel Frank

1986
- Boran - Zeit zum Zielen
- The Second Victory
- Op hoop van zegen
- Pierre le Grand

1987
- Motten im Licht
- Der Madonna-Mann
- A Month Later

1988
- Au-delà du vertige (pl)

1989
- Grave Secrets
- Forced March

1991
- L'Ange de la destruction

1993
- Seventh Heaven

1994
- House Call

2000
- Anna Wunder

2001
- Dial 9 for Love
- With Great Joy

2006
- De Scheepsjongens van Bontekoe

2018
- Suspiria de Luca Guadagnino : Miss Huller